# Reliquiar des Heiligen Sigismund

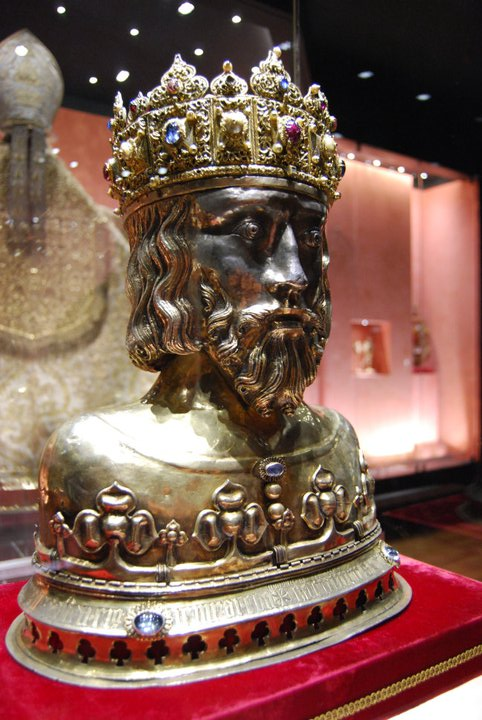
Reliquiar von Płock

Das Reliquiar des Heiligen Sigismund ist ein Büstenreliquiar aus dem 14. Jahrhundert. Das Reliquiar befindet sich im Diözesanmuseum Płock in Polen. Es wurde von Kasimir dem Großen 1370 dem Domschatz der Kathedrale von Płock geschenkt, der es in Krakau, Prag oder Aachen in Auftrag gab. 1601 wurde auf das Reliquiar das Płock-Diadem vom Goldschmied Stanisław Zemelka aufgesetzt.
Die Reliquien des heiligen Sigismund brachte der Płocker Bischof Werner 1165 aus Aachen mit, wohin er zu einer diplomatischen Reise an den Hof von Kaiser Friedrich Barbarossa entsandt wurde. Das Reliquiar wurde während des Zweiten Weltkriegs als Beutekunst geraubt und tauchte nach dem Krieg in Osnabrück wieder auf. 1949 kam es wieder nach Polen, zunächst ins Nationalmuseum in Warschau und ab 1980 wieder nach Płock.